# Cmentarz Komunalny w Dąbrowie Górniczej przy ul. Zaplecze
Cmentarz Komunalny w Dąbrowie Górniczej przy ul. Zaplecze – cmentarz komunalny w Dąbrowie Górniczej, otwarty w 2000 w północno-wschodniej części dzielnicy Gołonóg.

## Historia
W związku z wyczerpywaniem się wolnych miejsc grzebalnych na nekropoliach funkcjonujących w Dąbrowie Górniczej, a także zapełnieniem miejsc w grobowcach rodzinnych władze miasta podjęły decyzję o przygotowaniu terenu pod nowy cmentarz komunalny. Wybrano teren położony na uboczu, od zachodu ograniczony ruchliwą drogą krajową nr 1, a od wschodu obszarem przemysłowym. Prace przy urządzaniu infrastruktury trwały do 2000, teren o pow. 4,28 ha został zniwelowany, doprowadzono sieć wodociągową, oświetlenie, ciągi pieszo-jezdne, wybudowano budynek administracyjny oraz ozdobną bramę główną. Administrowanie terenem od 2011 powierzono przedsiębiorstwu zewnętrznemu. Na terenie cmentarza działa krematorium „Aurora”, które obsługuje znaczną część aglomeracji śląskiej. Mieszkańcy miasta niechętnie wybierają na miejsce spoczynku swoich bliskich nowy cmentarz, jako powód podają brak dogodnego dojazdu, znaczną odległość od zwartej zabudowy miejskiej oraz wysokie koszty pochówku. Od początku istnienia liczba pochówków jest symboliczna. Ponieważ wkrótce wyczerpią się miejsca na cmentarzach komunalnych w Tucznawie i Okradzionowie władze miasta przewidują powszechniejsze korzystanie z cmentarza przy ul. Zaplecze. W 2012 radny Tomasz Pasek proponował likwidację nekropolii i sprzedaż terenu na cele inwestycyjne.